# Verano de Escándalo (1997)
Verano de Escándalo es un evento anual de lucha libre profesional producido por la AAA. El primer verano de escándalo se realizó el 14 de septiembre de 1997 en Tonala, México. 

## Resultados
- Martha Villalobs y Sexi boom vencieron a Xochitl Hamada y La Practicante en Relevos Suicidas.

- Xóchitl Hamada venció a La Practicante.

- Octagón, Máscara Sagrada Jr., & Latín Lover vencieron a Fuerza Guerrera, Asesino, & Blue Panther.

- Canek venció a cibernético en una lucha de "jaula de acero".

- Perro Aguayo, Perro Aguayo Jr. y Heavy Metal vencieron a Sangre Chicana, Picudo, y Cobarde en una "jaula de acero". 
  - el último hombre en la jaula el Cobarde perdiendo su cabellera.

- Datos: Q7920886